# Борис Величков
Борис Георгиев Величков е български офицер, полковник.

## Биография
Роден е на 28 февруари 1898 година в София. Завършва Военното училище в София през 1919 година. На 30 януари 1923 г. е произведен в чин поручик. Служи в 8-и и 10-и погранични участъци, а от 1929 г. е на служба в 15-и пехотен ломски полк. На 31 октомври 1930 г. е произведен в чин капитан. От 1932 г. е на служба в 1-ви пехотен софийски полк, от 1933 г. в 1-ва интендантска дружина, а от 1936 г. в 3-ти пограничен участък.
На 3 октомври 1938 г. е произведен в чин майор и същата година е изпратен на служба в 27-и пехотен чепински полк. Две години по-късно е назначен на служба в 44-ти пехотен тунджански полк.

### Втора световна война (1941 – 1945)
По време на Втората световна война (1941 – 1945) майор Величнов е първоначално на служба в 44-ти пехотен тунджански полк, като на 3 октомври 1942 е произведен в чин подполковник. От 1943 г. е началник на военното окръжие в Ксанти, а на следващата година служи в петдесет и втори пехотен моравски полк. На 1 октомври 1944 година с министерска заповед № 142 е назначен за командир на двадесет и четвърти пехотен черноморски полк. През 1945 г. е произведен в чин полковник, освободен е от служба и назначен за комендант на град Сигетвар в Унгария. Уволнен на 1 май 1945.

## Военни звания
- Подпоручик (1919)
- Поручик (30 януари 1923)
- Капитан (31 октомври 1930)
- Майор (30 октомври 1938)
- Подполковник (3 октомври 1942)
- Полковник (1945)